# Джорджіо Альміранте
Джорджіо Альміранте (італ. Giorgio Almirante; 27 червня 1914, Сальсомаджоре-Терме — 22 травня 1988, Рим) — італійський фашистський активіст і неофашистський політик, національний секретар партії Італійський соціальний рух в 1969—1987. Депутат парламенту Італії в 1948—1988.

## Рання життя. Прифашистському режимі
Народився в богемно-аристократичної сім'ї, що походить від молодшої гілки герцогського роду. Батько Джорджіо Альміранте — Маріо Альміранте — відомий в Італії актор і режисер раннього кіно. Кіноакторами були також дід і троє дядьків Джорджіо Альміранте. Сам він деякий час знімався в дубляжі. Навчався в туринському класичному ліцеї. За фахом — літературознавець і журналіст. Захистив дисертацію про Данте Аліг'єрі.
Джорджіо Альміранте з ранньої юності був прихильником фашистського режиму Беніто Муссоліні. Складався в фашистської партії, працював у газеті Il Tevere. При цьому Альміранте полемізував з Юлиуосм Эволой; протиставляв біологічних концепцій расизму ідеї духовних основ нації. Брав участь у Другій світовій війні в складі італійських військ у Північній Африці.
Після капітуляції італійських військ перед англо-американськими у вересні 1943 Джорджіо Альміранте продовжував боротьбу за фашизм. Він вступив в Республіканську фашистську партію і примкнув до очоленої Муссоліні Республіці Сало. Був функціонером міністерства культури, мав лейтенантський чин у фашистській Національної республіканської гвардії і в Чорних бригадах. 10 квітня 1944 р. за підписом Альміранте був опублікований наказ, в якому містилася загроза репресій щодо дезертирів і «учасників бандформувань».
У той же час Альміранте фактично саботував переслідування євреїв і допомагав їм переховуватися. Це дозволило йому після остаточно падіння режиму Муссоліні 25 квітня 1945 на кілька місяців знайти притулок у єврейській родині.

## Підстава неофашистською партії
Восени 1946 Джорджіо Альміранте разом з Піно Ромуальди і Клементе Граціані приступив до створення неофашистською партії. 26 грудня 1946 р. він брав участь в установчих зборах Італійського соціального руху (MSI). 15 червня 1947 став національним секретарем партії, займав цей пост до січня 1950. Роз'їжджав по Італії, формуючи місцеві партійні організації.

Альміранте виявляв твердість при зіткненнях з комуністами і лівими опонентами, брав участь у бійках на мітингах. Викликав на себе люту критику за причетність до режиму Муссоліні, особливо в період Сало.

Доктор Джорджіо Альміранте, секретар Італійського соціального руху — небезпечний елемент для демократії. Він показав себе фанатичним фашистом не тільки при колишньому режимі, але і в республіканський період.
Характеристика, оприлюднена поліцією Риму в листопаді 1947

За неофашистську активність Альміранте неодноразово притягувався до кримінальної відповідальності. В 1947 році був засуджений на рік позбавлення волі, але реального терміну не відбував.
Незважаючи на відторгнення фашизму італійським суспільством, вже на виборах 1948 Джорджіо Альміранте був обраний від MSI в палату депутатів, після чого переобирався дев'ять разів.
У травні 1952 Альміранте взяв участь у сутичках в Трієсті, домагаючись повернення території, відірваної від Італії.
Альміранте наполягав на жорсткій позиції, виступав за радикалізацію фашистського курсу. На цьому ґрунті конфліктував з Артуро Мікеліні і його більш помірними прихильниками. У 1965 він спробував провести свій партійний конгрес. Шляхом внутрішньопартійних компромісів вдалося досягти домовленості між Мікеліні, Альміранте і Ромуальди, склали керівний тріумвірат з пріоритетом Мікеліні.

## Неофашистський лідер

### Радикальний курс
Після смерті Мікеліні в 1969 Альміранте знову заявив претензії на партійне лідерство. Його підтримували ультраправі радикали. Помірне крило орієнтувалося на Джованні Роберти, очолював неофашистські профспілки. Позиція Альміранте виявилася більш популярною в партії.
29 червня 1969 Джорджіо Альміранте повернувся на пост національного секретаря MSI. Він проголосив курс на антисистемну радикалізацію, що збігався з настроями партактиву напередодні Свинцевих сімдесятих. Симптоматично, що з поверненням до керівництва Альміранте відновив членство в MSI авторитетний неофашистський радикал Піно Раути, який раніше вийшов з партії на знак незгоди з помірним курсом Мікеліні.

Нова лінія, заявлена Альміранте, стала ідейно-політичною вододілом в історії італійського неофашизму.

Італійський соціальний рух — не прихильники тоталітарної держави, не ностальгічні, але сучасні націоналісти, не реакційно-консервативні, але соціально передові.
Джорджіо Альміранте

### Вуличний напір
20 грудня 1969 Джорджіо Альміранте організував у Римі масову антикомуністичну демонстрацію, до якої долучилися представники всіх правонаціоналістичних рухів. 18 квітня 1970 Альміранте очолив мітинг правих радикалів в Генуї. Акція вилилася в зіткнення з ультралівими терористами Lotta Континуумом. Один з учасників мітингу загинув.

Якщо для порятунку людей, для відображення комуністичної загрози, потрібно застосувати силу, в італійському народі повинні знайтися ті, хто до цього готовий.
Джорджіо Альміранте

Активізація вуличної і силової політики MSI підвищила вплив партії серед радикальної молоді. Зріс і особистий авторитет Джорджіо Альміранте, який брав участь у бійках нарівні з молодими бойовиками.
Альміранте також інтенсивно включився в кампанію захисту прав італійськомовного населення Австрії та Югославії.
У той же час економічні погляди Альміранте були ближче до лібералізму. Зокрема, парламентська фракція MSI виступала категорично проти законопроєкту про націоналізацію електроенергетичної галузі.

## У «Свинцеві сімдесяті»
Альміранте і його партія багаторазово звинувачувалися в причетності до політичного насильства і «чорного тероризму» 1960-1970-х років. Студентська організація MSI з'явилася ударною силою в Битві Валле Джулія і подальших університетських заворушеннях березня 1968. У партії в різний час складалися такі діячі неофашистського тероризму, як П'єрлуїджі Конкутелли, Валеріо Фіораванті, Франческа Мамбро і цілий ряд інших. Однак необхідно відзначити, що всі вони покинули MSI саме через відмову Альміранте від відкрито насильницьких методів боротьби.

Після «різанини П'яцца Фонтана» 12 грудня 1969 Альміранте прийняв заходи до відмежуванню від партії терористичних груп.

Відомі політики, вожді правих сил, сам Джорджіо Альміранте засуджують молодих учасників націонал-революційного руху. Альміранте обіцяв Стефано Делле Кьяйе анулювання ордера на його арешт в обмін на неправдиві свідчення щодо мене… Доходило і до цього.
Маріо Мерлино

16 червня 1971 прокуратура порушила стосовно Джорджіо Альміранте кримінальну справу за «підбурювання до порушення конституції і збройного повстання». Підставою послужило наступне висловлювання:

Наша молодь повинна бути готова до попереджувальної атаки. Результати повинні бути тими ж, що досягнуті в Португалії, Греції та Іспанії.

Тоді ж була розпочата інтенсивна кампанія по викриттю діяльності Альміранте в Республіці Сало.

Влітку 1972 генеральна прокуратура Мілана порушила проти Альміранте кримінальну справу за звинуваченням у «спробі відтворення фашистської партії»:

Багато фактів свідчать про застосування насильства проти політичних опонентів і поліції, очорненні демократії і Опору, звеличення фашистського режиму, використання зовнішніх атрибутів фашизму. В основному такі прояви виходять від Італійського соціального руху.

Однак відповідне судове рішення не було прийнято. У документах MSI містилося досить чітке відмежування від тоталітарних рис режиму Муссоліні. Вуличне політичне насильство не було виключною прерогативою неофашистів. Заборона парламентської партії на цій підставі міг стати небезпечним прецедентом.
Була інформація про контакти Альміранте в 1970 з Валеріо Боргезе та посвяченість лідера MSI в плани військової змови.
У вересні 1973 Альміранте публічно підтримав військовий переворот в Чилі, за що отримав подяку генерала Піночета.
Повідомлялося про фінансові зв'язки Альміранте з масонською ложею P-2 і Личо Джеллі.
У травні і серпні 1974 відбулися два великих теракту — вибух у місті Брешіа перед антифашистської демонстрацією (8 загиблих) і вибух експресу «Італікус» в Сан-Бенедетто-Валь-ді-Самбро (12 загиблих). Розслідування виводило на правоекстремістські групи. Альміранте, звинувачуючи поліцію в бездіяльності і спецслужби, визнавав відповідальність своїх однодумців.
Альміранте також звинувачувався в причетності до нападу неофашистів на карабінерів Петеано (район Саградо) у травні 1972.

Однак конкретні звинувачення на адресу Джорджіо Альміранте не отримали доказових підтверджень. В цілому MSI як організація не брала участі в тероризмі, і Альміранте швидше стримував своїх радикальних однодумців. Це провокувала люту ненависть до нього з боку неофашистських терористів.

Один раз ми з товаришем сиділи в автомобілі і повз проходив Альміранте зі своїми псами. Камрад хотів застрелити Альміранте, але я цьому перешкодив. Пізніше я дуже шкодував про це.
П'єрлуїджі Конкутелли

## На піку впливу

### Успіхи початку 1970-х
Найбільшим антисистемним проявом неофашистською партії з'явилася підтримка MSI Повстання Реджо-ді-Калабрія. Лідер повстання Чиччо Франко був видним членом партії і керівником неофашистського профспілки. Участь MSI в русі сприяло піднесенню популярності: на регіональних виборах в Сицилії неофашисти отримали 16 % голосів, на загальнонаціональних парламентських виборах 1972 — близько 9 %.
У той же час, незважаючи на ідеологічний радикалізм у вуличному «прямій дії», Альміранте проводив цілком прагматичну політику парламентських комбінацій.
У грудні 1971 фракція MSI зіграла важливу роль в обранні на посаду президента християнського демократа Джованні Леоне. Незважаючи на опозиційність неофашистських радикалів — прихильників Раути і Ромуальди — Альміранте наполіг на підтримку Леоне, яка посилила вплив MSI.
Навесні 1972 Альміранте сприяв вступу в MSI правоконсервативних монархічних груп (партія отримала назву Італійський соціальний рух — Національні праві, MSI-DN). Це розширило вплив партії, що перетворилася у гегемона правонаціоналістичних сил. Поза її сфери залишалися лише такі крайні організації, як Національний авангард Делле Кьяйе і «Новий порядок» Конкутелли.

Фактично Альміранте відігравав позитивну роль, інтегруючи неофашистську партію в політичну систему демократії. Цим курсом віддавали належне системні політики, і за це ж лідер MSI піддавався гострій критиці своїх радикальних прихильників.

Я вважаю Альміранте своїм вчителем, але він з'єднував фашизм з демократією.
Роберто Фіоре, лідер ультраправої організації «Нова сила»

### Гегемон європравих
Різкий електоральний підйом 1972 відгукнувся відчутним спадом на парламентських виборах 1976. У партії активізувалася опозиція. У 1977 помірне крило MSI на чолі з Ернесто де Марція і Джованні Роберти спробувало створити правоконсервативний партію «Національна демократія» (півтора десятиліття цей проєкт реалізувався в Національному альянсі). Цей проєкт підтримали монархісти, які набрали MSI 1972, але не розділяли неофашистську ідеологію.
Однак конкуренція з партією Альміранте за вкрай правий електорат не вдалася — на виборах 1979 націонал-демократи зазнали поразки, тоді як MSI закріпилася на досягнутих позиціях. Альміранте ще раз підтвердив своє домінування і здатність, подібно Муссоліні в 1920-х, успішно маневрувати між партійними течіями.
До перших виборів до Європарламенту В 1979 Джорджіо Альміранте ініціював створення блоку Європравые. Головними союзниками MSI виступили французька партія Тиксье-Виньянкура і іспанська Fuerza Nueva Бласа Пиньяра. При цьому гегемонія італійських неофашистів в європейському ультраправого русі була абсолютно очевидна.
У 1983 році перший соціалістичний прем'єр-міністр Беттино Кракси запросив Альміранте до консультацій щодо формування нового уряду. Це був перший випадок притягнення неофашистською партії до такого роду офіційних переговорів. MSI підтримала ряд починань кабінету Кракси, зокрема, лібералізацію телекомунікаційної сфери (що укріпила бізнес-позиції Сільвіо Берлусконі). З цього часу неофашисти увійшли в коло «конституційних партій», подолавши колишню ізоляцію.

## Таємні контакти зБерлингуэром. Антитерористичне співробітництво
Єдиною партією, що продовжував дистанціюватися від MSI, залишалися комуністи. Однак Джорджіо Альміранте з'ясувалося роки підтримував хороші ділові та особисті стосунки з лідером італійської компартії Енріко Берлингуэром. Контакти між ними здійснювалися конфіденційно, але мали важливе політичне значення.

У політичному житті між Джорджіо Альміранте і Енріко Берлингуэром було багато зіткнень. Однак, незважаючи на непереборну ідеологічну ворожнечу, їх пов'язували людські якості, інтелектуальна чесність, взаємоповага. У 1978-79, коли червоні і чорні терористи обрушували на Італію кривавий терор, ці два політика таємно зустрічалися шість разів… Два секретаря повільно зблизилися і потиснули один одному руки з трохи сором'язливими посмішками. Ніхто не знав, що вони обговорили, але після першої зустрічі Альміранте сказав: «Це чесна людина і гідний супротивник».

Основою для взаємодії Альміранте і Берлингуэра було спільне протистояння тероризму. Берлингуер висловлював співчуття з приводу вбивств ультралівими молодих активістів MSI. Альміранте заявляв, що не вважає компартію джерелом терору. Такий підхід був закономірний, оскільки дії Революційних збройних осередків з одного боку і Червоних бригад з іншого наносили серйозний політичний збиток легальним неофашистів і комуністам.
У червні 1984 Джорджіо Алміранте (разом з Піно Ромуальди) був присутній на похороні Енріко Берлингуэра. Спостерігачі помічали сльози на очах неофашистського лідера.

## Сімейне життя. Складності другого шлюбу
У 1951 Джорджіо Альміранте — до того часу одружений з Габріеллою Магнатті й мав дочку Риту — познайомився на світському прийомі з донної Ассунтиной, в той час дружиною маркіза Федеріко Медічі. Між ними виникла гаряча взаємна симпатія і встановилася стійка зв'язок, образно названа «шлюбом совісті». Перша дочка Джорджіо і Ассунти — Джуліана — за згодою маркіза носила прізвище Медічі.
Федеріко Медічі помер в 1969. Зв'язок Джорджіо Альміранте з Ассунтой Медічі отримала розголос. До того часу парламент обговорював законопроєкт про розлучення, проти якого виступала фракція MSI, що посилалася на традиційні католицькі цінності. Однак коли в 1974 закон був прийнятий, Альміранте скористався ним, розлучився з першою дружиною і оформив відносини з донною Ассунтой. Цей факт використовувався лівими противниками MSI для критики Альміранте.
Консервативні політичні погляди Ассунти Альміранте не збігалися з неофашистською ідеологією, але вона була глибоко віддана чоловікові і активно допомагала йому в житті і в політиці. Політикою зайнялися після смерті батька і дочки від різних шлюбів: Рита Альміранте приєдналася до партії Джанфранко Фіні Futuro e Libertà per l'italia, Джуліана Медічі — до партії Франческо Стораче La Destra. Таким чином, між зведеними сестрами виникло політичне протистояння, засноване на родинних рахунках.

## Відставка і наступник. Смерть
У 1987 Джорджіо Альміранте за станом здоров'я залишив пост національного секретаря MSI. Його наступником став Джанфранко Фіні, раніше лідер молодіжної організації, якого сам Альміранте готував на керівництво партією. При цьому Альміранте розумів, що Фіні — вже за належністю до іншого покоління — не збереже колишнього характеру MSI.

Не може бути фашистом той, хто народився після війни.
Джорджіо Альміранте

Джорджіо Альміранте помер на наступний день після Піно Ромуальди від крововиливу в мозок. Спільні похорон Альміранте і Ромуальди мали символічне значення: пішли з життя два соратника — останні політики часів Муссоліні. На жалобній церемонії були присутні президент Франческо Коссіга і мер Риму Нікола Синьорелло. У численній похоронної процесії брала участь комуністка Леонильде Иотти, на той момент голова палати депутатів.
Джорджіо Альміранте похований на цвинтарі Кампо Верано.